# ریوزو هیراکی
ریوزو هیراکی (به انگلیسی: Ryuzo Hiraki) بازیکن فوتبال اهل ژاپن و عضو تیم ملی فوتبال ژاپن است که در تاریخ ۱۴ مارس ۱۹۵۴ میلادی اولین بازی ملی‌اش را انجام داد. او در ۳۰ بازی ملی حضور داشت و آخرین بازی ملی خود را در تاریخ ۱۲ سپتامبر ۱۹۶۲ میلادی انجام داد. ریوزو هیراکی در بازی‌های ملی‌اش
۱ گل به ثمر رساند.